# Wybory generalne w Gwatemali w 2019 roku
Wybory generalne w Gwatemali w 2019 – wybory prezydenckie, parlamentarne, samorządowe i do Parlamentu Środkowoamerykańskiego, które odbyły się 16 czerwca 2019. Druga tura wyborów prezydenckich odbyła się 11 sierpnia. 
W ich wyniku wybrano 160 członków Kongresu Gwatemali. Najwięcej miejsc (54) zdobyła Narodowa Jedność Nadziei. Ta sama partia wygrała wybory do Parlamentu Środkowoamerykańskiego. 
Pierwszą turę wyborów prezydenckich wygrała była pierwsza dama Sandra Torres, popierana przez partię Narodowa Jedność Nadziei. Zdobyła 25,54% głosów. Jej główny kontrkandydat, Alejandro Giammattei z partii Vamos zdobył 13,95% głosów, ale wygrał drugą turę wyborów, zdobywając 57,95% głosów.

## Ordynacja wyborcza
Prezydent był wybierany w systemie dwuturowym na jedną czteroletnią kadencję. Prezydent Gwatemali nie może ubiegać się o reelekcję.
Do Kongresu Gwatemali wybrano 160 członków w systemie proporcjonalnym na czteroletnią kadencję. Spośród nich, 128 to przedstawiciele okręgów wyborczych, a 23 to przedstawiciele listy krajowej. Przy przeliczaniu głosów na miejsca obowiązywała Metoda D’Hondta.

## Wyniki

### Wybory prezydenckie
| Kandydat               | Partia                                         | I tura    | I tura | II tura   | II tura |
| Kandydat               | Partia                                         | Głosy     | %      | Głoy      | %       |
| ---------------------- | ---------------------------------------------- | --------- | ------ | --------- | ------- |
| Alejandro Giammattei   | Vamos                                          | 613 302   | 13,95  | 1 907 696 | 57,95   |
| Sandra Torres          | Narodowa Jedność Nadziei                       | 1 122 630 | 25,54  | 1 384 005 | 42,05   |
| Edmond Mulet           | Humanistyczna Partia Gwatemali                 | 492 799   | 11,21  |           |         |
| Thelma Cabrera         | Ruch na rzecz Wyzwolenia Ludów                 | 455 874   | 10,37  |           |         |
| Roberto Arzú           | Narodowa Partia Postępu–Podemos                | 267 256   | 6,08   |           |         |
| Isaac Farchi           | Wizja z Wartościami                            | 259 288   | 5,90   |           |         |
| Manuel Villacorta      | WINAQ                                          | 229 466   | 5,22   |           |         |
| Estuardo Galdámez      | Narodowy Front Konwergencji                    | 180 983   | 4,12   |           |         |
| Julio Héctor Estrada   | Zaangażowanie, Odnowienie i porządek           | 164 722   | 3,75   |           |         |
| Fredy Cabrera          | Todos                                          | 137 769   | 3,13   |           |         |
| Amílcar Rivera         | Victoria                                       | 111 734   | 2,54   |           |         |
| Pablo Ceto             | Gwatemalskie Zjednoczenie Narodowo-Rewolucyjne | 94 810    | 2,16   |           |         |
| Pablo Duarte           | Partia Unionistyczna                           | 63 018    | 1,43   |           |         |
| Manfredo Marroquín     | Encuentro por Guatemala                        | 50 298    | 1,14   |           |         |
| Aníbal García          | Libre                                          | 41 672    | 0,95   |           |         |
| Benito Morales         | Konwergencja                                   | 37 724    | 0,86   |           |         |
| Luis Velásquez Quiroa  | Unidos                                         | 26 990    | 0,61   |           |         |
| José Luis Chea Urruela | Partia Produktywności i Pracy                  | 23 893    | 0,54   |           |         |
| Danilo Roca            | Avanza                                         | 21 179    | 0,48   |           |         |

### Wybory parlamentarne
| Partia                                         | Głosy   | %     | Miejsca |
| ---------------------------------------------- | ------- | ----- | ------- |
| Narodowa Jedność Nadziei                       | 724 517 | 17,92 | 54      |
| Vamos                                          | 321 830 | 7,96  | 16      |
| Unia Zmian Narodowych                          | 220 728 | 5,46  | 12      |
| Valor                                          | 184 155 | 4,55  | 9       |
| Bienestar Nacional                             | 193 604 | 4,79  | 8       |
| Narodowy Front Konwergencji                    | 211 453 | 5,23  | 8       |
| Semilla                                        | 212 012 | 5,24  | 7       |
| Todos                                          | 177 307 | 4,39  | 7       |
| Wizja z Wartościami                            | 189 862 | 4,70  | 7       |
| Zaangażowanie, Odnowienie i Porządek           | 178 057 | 4,40  | 6       |
| Humanistyczna Partia Gwatemali                 | 188 327 | 4,66  | 6       |
| WINAQ                                          | 141 394 | 3,50  | 4       |
| Victoria                                       | 101 676 | 2,51  | 3       |
| Dobrobyt Obywatela                             | 132 968 | 3,29  | 3       |
| Partia Unionistyczna                           | 118 648 | 2,93  | 3       |
| Gwatemalskie Zjednoczenie Narodowo-Rewolucyjne | 112 489 | 2,78  | 3       |
| Narodowa Partia Postępowa                      | 110 080 | 2,72  | 2       |
| Podemos                                        | 67 910  | 1,68  | 1       |
| Ruch na rzecz Wyzwolenia Ludów                 | 120 448 | 2,98  | 1       |
| Fuerza                                         | 77 999  | 1,93  | 0       |
| Encuentro por Guatemala                        | 70 490  | 1,74  | 0       |
| Konwergencja                                   | 49 463  | 1,22  | 0       |
| Libre                                          | 47 826  | 1,18  | 0       |
| Avanza                                         | 34 983  | 0,87  | 0       |
| Partia Produktywności i Pracy                  | 29 582  | 0,73  | 0       |
| Unidos                                         | 25 662  | 0,63  | 0       |